# Tropaeolum repandum
Tropaeolum repandum là một loài thực vật có hoa trong họ Tropaeolaceae. Loài này được Heilborn miêu tả khoa học đầu tiên năm 1930.